# Сергиенко, Владимир (легкоатлет)
Влади́мир Сергие́нко (род. 21 марта 1956) — советский легкоатлет, специалист по прыжкам с шестом. Выступал за сборную СССР по лёгкой атлетике в конце 1970-х годов, обладатель бронзовой медали чемпионата Европы в помещении, призёр первенств всесоюзного и республиканского значения.

## Биография
Владимир Сергиенко родился 21 марта 1956 года в Москве.
Занимался лёгкой атлетикой в Иркутске под руководством заслуженного тренера СССР Юрия Николаевича Волкова.
В мае 1977 года одержал победу на домашнем турнире в Иркутске, установив свой личный рекорд в прыжках с шестом на открытом стадионе — 5,30 метра.
В январе 1978 году победил на соревнованиях в Минске, при этом установил личный рекорд в закрытых помещениях — 5,45 метра. Попав в состав советской сборной, выступил на чемпионате Европы в помещении в Милане — с результатом 5,40 метра завоевал бронзовую награду, уступив только поляку Тадеушу Слюсарскому и своему соотечественнику Владимиру Трофименко.
Завершил спортивную карьеру по окончании сезона 1980 года.